# GNOME
Pour les articles homonymes, voir Gnome (homonymie).
GNOME, acronyme de GNU Network Object Model Environment, est un environnement de bureau libre convivial dont l'objectif est de rendre accessible l'utilisation du système d'exploitation GNU au plus grand nombre ; cette interface est actuellement populaire sur les systèmes GNU/Linux et fonctionne également sur la plupart des systèmes de type UNIX. GNOME est avec KDE la principale alternative libre et grand public aux interfaces des systèmes d'exploitation plus répandus (c'est-à-dire Windows et Mac OS X).
GNOME est développé par The GNOME Project dont les participants sont bénévoles ou rémunérés par des entreprises externes au projet. La majorité du travail est fournie par les contributeurs professionnels, en premier lieu ceux travaillant pour Red Hat,. GNOME est l’environnement de bureau utilisé par défaut dans plusieurs distributions Linux telles que Ubuntu, Fedora et Manjaro Linux. Ses logiciels sont généralement publiés sous la licence GNU GPL, et ses bibliothèques sous la GNU LGPL.

## Présentation
GNOME a été lancé en août 1997 par les programmeurs mexicains Miguel de Icaza et Federico Mena dans le but de proposer un environnement de bureau complètement libre incluant les bibliothèques de fonctions pour les programmeurs et les logiciels pour les utilisateurs, et de concurrencer le projet KDE car la bibliothèque Qt qu'il utilise était alors non libre.
L'environnement GNOME est inclus dans la plupart des distributions GNU/Linux (Debian, Red Hat/Fedora, openSUSE, Mageia, etc.) ainsi qu'avec certains systèmes UNIX de souche BSD ou encore Solaris de Sun Microsystems.
GNOME 3.4 gère plus de 50 langues avec au moins 80 % de chaînes traduites, y compris les manuels utilisateur et d'administration pour de nombreuses langues. GNOME 3.4 est complètement traduit en français ainsi que la majorité de sa documentation.
GNOME a reçu 1 million d'euros du Sovereign Tech Fund pour l'exercice 2023/2024.

### Métaphore d’interface
La métaphore d'interface à la base de l'expérience utilisateur a radicalement changé avec la version 3.0.
Précédemment l'environnement GNOME adoptait la métaphore du bureau en présentant à l'utilisateur un bureau virtuel sur lequel il est possible de placer des icônes de toutes sortes (représentant des lanceurs d'applications, des dossiers ou des fichiers), complété d'un tableau de bord très personnalisable permettant de lancer des programmes ou d'afficher des notifications.
À partir de la version 3.0, GNOME adopte un nouveau paradigme pour l'interface utilisateur, orchestré par GNOME Shell. La métaphore du bureau, jugée non optimale, est abandonnée.
La nouvelle interface met l'accent sur la possibilité de basculer facilement d'une tâche à l'autre et l'utilisation de multiples espaces de travail pour gérer les tâches.

## Fondation GNOME
Regroupant plusieurs centaines de développeurs bénévoles et des sociétés innovantes, la fondation GNOME est une organisation destinée à soutenir l'avancement de GNOME. La Fondation fournit la logistique ainsi que le soutien financier et légal pour le projet GNOME et aide à la détermination de sa vision et son plan de développement. GNOME est une marque déposée par la GNOME Foundation.

## GUADEC
La conférence européenne annuelle des utilisateurs et développeurs GNOME — GNOME Users And Developers European Conference — est un rassemblement annuel de développeurs, de passionnés ainsi que d'utilisateurs individuels, professionnels, institutionnels et éducatifs de GNOME. Elle constitue un forum où les membres du projet GNOME présentent leurs travaux et discutent des futurs développements de GNOME. Accueilli chaque année dans un pays d'Europe différent, le GUADEC est un catalyseur du développement futur et de l'orientation de GNOME.

## Architecture et développement
L'environnement graphique de GNOME repose principalement sur la bibliothèque GTK.
Les programmeurs ont la possibilité d'utiliser Glade (qui permet de construire des interfaces graphiques à partir de descriptions en XML) et Anjuta (environnement de développement intégré) pour se faciliter le travail.
À partir de la version 3.0, les logiciels Mutter et GNOME Shell forment respectivement le gestionnaire de fenêtres et le shell (logiciel fournissant une interface pour l'utilisateur) de GNOME.
GNOME intègre plusieurs bibliothèques qui simplifient la programmation de composants ou d'applications, notamment:
- Clutter
- Gjs
- GObject Introspection
- GStreamer (pour le multimédia)
- GVFS (système de fichiers virtuel)
- Libnotify
- Libsecret
- LibSoup
- PyGObject
- Vala
- WebKitGTK (moteur de rendu HTML)

Mais aussi :
- Accessibility Toolkit (ATK) pour permettre aux applications de proposer des fonctions d'accessibilité ;
- Cairo pour le dessin vectoriel ;
- D-Bus pour permettre à différentes applications de communiquer entre elles ;
- dconf pour le système de configuration (il succède à GConf à partir de GNOME 3.0) ;
- GLib pour les fonctions bas niveau ;
- GEGL pour le traitement d'images ;
- iBus pour gérer les méthodes d'entrée d'écritures complexes ;
- NetworkManager pour gérer l'accès aux réseaux ;
- Pango pour l'affichage de texte ;
- LibreOfficeKit pour l'édition de fichiers au format ouvert OpenDocument ;
- Telepathy pour les communications ;
- Tracker qui permet l'indexation automatique de documents ;

- et Zeitgeist (logiciel) (en) pour enregistrer les activités de l'utilisateur et les événements (fichiers ouverts, sites Web visités, conversations avec d'autres personnes, etc.).

Le framework a été développé en C et largement inspiré de l'API de GTK.
En plus d'une grande portabilité, le C permet de proposer facilement des liaisons avec d'autres langages de programmation comme Python, C++ ou Java. Les applications qui font partie de GNOME sont généralement écrites en C, C++, Python, Vala et JavaScript, et plus récemment aussi en Rust .
Pour faciliter l'interopérabilité, GNOME suit les spécifications de Freedesktop.org.

## Applications

### Officielles

#### Applis centrales
Les Core Apps sont un lot minimal d'une trentaine d'applications particulièrement bien intégrées dans l'environnement de bureau et généralement préinstallées dans toute distribution l'utilisant. Parmi elles :

Agenda
Aide
Analyseur d'utilisation des disques
Calculatrice
Caméra
Caractères (en)
Cartes
Connexions
Console
Contacts (d)
Disques (en)
Éditeur de texte
Extensions
Fichiers
Horloges (d)
Journaux (d)
Logiciels
Machines (en)
Météo (d)
Moniteur système
Musique
Numériseur de documents
Paramètres (d)
Polices (de)
Vidéos
Visionneur d'images
Visionneur de documents
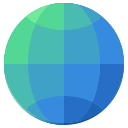
Web

#### Non-core apps
Les Non-core apps incluent les autres applications GNOME, dont :

Builder
Cheese
Livres
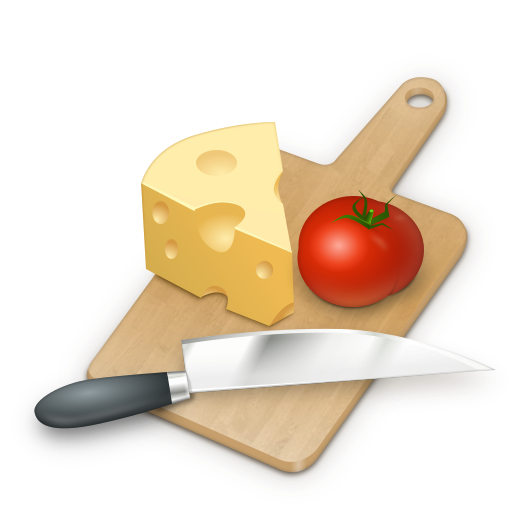
Recettes
To Do (d)
Usage

### Communautaires

Easytag
Eolie
Evolution
Fractal
Getting Things Gnome
Geary
GIMP
GParted
GThumb
Lollypop (cs)
Pitivi
Rhythmbox
Shotwell
Sound Juicer
Tomboy

### Tierces
Certaines applications ne sont pas conçues spécifiquement pour le bureau GNOME mais s'y intègrent plutôt bien soit par leurs choix techniques (par exemple GIMP qui partage la même bibliothèque GTK de réalisation d'interfaces graphiques) soit par un effort spécifique d'intégration en direction du bureau GNOME (ainsi Firefox s'intègre avec GTK et cache sa barre de titre lorsqu'il tourne sous GNOME, LibreOffice s'intègre également avec GTK…).

## Historique de GNOME
Miguel de Icaza rapporte dans The Story of the GNOME project les débuts du projet.
| Version               | Date              | Commentaire |
| --------------------- | ----------------- | --- |
|                       | août 1997         | Annonce du lancement du projet GNOME |
| 0.10                  | décembre 1997     | the tarball |
| 0.30                  | septembre 1998    | bouncing bonobo |
| 1.0                   | mars 1999         | Première version majeure |
|                       | octobre 1999      | "October" |
| 1.2                   | mai 2000          | "Bongo" |
| 1.4                   | avril 2001        | "Tranquility". Nautilus remplace Midnight Commander comme gestionnaire de fichiers |
| 2.0                   | juin 2002         | Utilisation de GTK+ version 2, introduction des Human Interface Guidelines |
| 2.2                   | février 2003      | Nombreuses améliorations de Nautilus. Metacity est choisi comme gestionnaire de fenêtres par défaut. Gstreamer fait ses premiers pas dans GNOME. |
| 2.4                   | septembre 2003    | Graveur de CD intégré à Nautilus, inclusion d'Epiphany |
| 2.6                   | mars 2004         | Nautilus utilise le mode spatial par défaut. La mise à jour vers GTK+ 2.4 permet notamment d'introduire un nouveau sélecteur de fichiers présentant notamment une liste de raccourcis personnalisables. |
| 2.8                   | septembre 2004    | Nouveau système de gestion des types de fichiers (Types MIME). Inclusion de Evolution et Calendar |
| 2.10                  | mars 2005         | Le menu à deux entrées (« Applications » et « Actions ») laisse place à un menu à trois entrées (« Applications », « Raccourcis » et « Système »), inclusion de Totem et Sound Juicer, la corbeille peut être logée dans le tableau de bord sous forme d'applet. Mise à jour vers GTK+ 2.6 |
| 2.12                  | septembre 2005    | Nouveau thème « ClearLooks », intégration d'un presse-papier, nouvel outil d'administration des services, mode d'affichage alternatif en listes pour Nautilus, inclusion d'Evince. La mise à jour vers GTK+ 2.8 permet l'exploitation de Cairo |
| 2.14                  | mars 2006         | Améliorations de performance, inclusion de Ekiga et des applets Deskbar et Changement rapide d'utilisateur, migration progressive vers GStreamer 0.10 |
| 2.16                  | septembre 2006    | Nouveau lecteur d'écran Orca, support d'Unicode 5.0, mise en adéquation du thème avec le projet Tango, inclusion de Tomboy. La mise à jour vers GTK+ 2.10 permet notamment l'intégration progressive de la nouvelle boîte de dialogue d'impression et l'apparition dans le menu « raccourcis » du tableau de bord d'une liste des fichiers récemment ouverts |
| 2.18                  | mars 2007         | Prise en charge de la disposition verticale de textes chinois et japonais, améliorations de sécurité (chiffrement) |
| 2.20                  | septembre 2007    | Meilleur support des langues s'écrivant de droite à gauche et support de l'écriture N'ko, prise en charge de la spécification xdg-user-dirs de Freedesktop.org, réécriture de Eye of GNOME, installation automatisée des codecs lors de la lecture d'un fichier dans Totem (selon les distributions), intégration de l'utilitaire de création des profils utilisateurs Sabayon. La mise à jour vers GTK+ 2.12 permet notamment l'incorporation au sélecteur de fichiers d'une liste des fichiers récemment utilisés et d'un champ de recherche |
| 2.22                  | mars 2008         | Abandon progressif du système de fichiers virtuel Gnome-VFS au profit de GVFS, intégration de PolicyKit, composition des fenêtres avec Metacity (désactivée par défaut), installation automatisée des codecs lors de la lecture d'un fichier dans Rhythmbox (selon les distributions), remplacement de Keyring Manager par Seahorse comme gestionnaire de mots de passe et de clés de chiffrement, possibilité d'ouvrir un menu contextuel avec un seul bouton de souris |
| 2.24                  | septembre 2008    | Intégration d'Empathy pour la messagerie instantanée et d'un applet de gestion du temps passé, amélioration de Nautilus (qui peut dorénavant afficher les fichiers sous forme de liste compacte à côté des traditionnels modes Icônes et Liste, qui permet la navigation par onglets et offre la possibilité de restaurer les éléments de la corbeille), ajout d'un outil de réglage de la résolution du moniteur reposant sur XRandR 1.2, nouvelle gestion des thèmes sonores reposant sur libcanberra, meilleure gestion de la télévision numérique dans Totem. Mise à jour vers GTK+ 2.14 |
| 2.26                  | mars 2009         | Intégration de Brasero pour la gravure, nouvel applet de volume tirant parti de PulseAudio, meilleure intégration d'Evolution aux environnements Microsoft Windows avec la possibilité d'importer directement les dossiers messages, contacts, rendez-vous, tâches et autres éléments d'Outlook (fichiers .pst) et le support du protocole MAPI facilitant la communication avec Microsoft Exchange Server, l'outil de capture d'écran permet de sélectionner seulement une zone de l’écran, nouveaux greffons Totem permettant d’accéder au catalogue de Jamendo et de graver un DVD vidéo à partir de la vidéo regardée, beaucoup de logiciels ont abandonné leurs dépendances obsolètes pour préparer GNOME 3 et des optimisations ont été réalisées afin de réduire la consommation mémoire. La mise à jour vers GTK+ 2.16 permet au sélecteur de fichiers d'afficher la taille des fichiers et de conserver en mémoire le réglage de la taille de sa fenêtre. |
| 2.28                  | septembre 2009    | Intégration de GNOME Bluetooth, Epiphany adopte le moteur de rendu WebKitGTK+, Totem permet dorénavant la navigation dans les menus de DVD vidéo, de reprendre la lecture d'une vidéo à la dernière position connue, le défilement image par image, et son greffon YouTube voit ses performances améliorées, Evince permet d'annoter les documents PDF. Concernant GNOME en général : par défaut les icônes des menus et des boutons ne sont plus affichées et le nouveau mode d'affichage des barres d'outils est « Texte à côté des icônes » (et non plus « Texte sous les icônes »), et le travail préparatoire à GNOME 3 de nettoyage des dépendances obsolètes se poursuit. La mise à jour vers GTK+ 2.18 rend possible l'impression de plusieurs pages par feuille, apporte des améliorations au sélecteur de fichiers qui se souvient à présent de sa méthode de tri, et permet une plus grande fluidité lors de défilements grâce au procédé client-side windows. |
| 2.30                  | mars 2010         | Nautilus abandonne le mode spatial par défaut et se dote d'un mode d'affichage partagé en deux panneaux (accessible par le menu Affichage ou la touche F3) ; installation simplifiée de nouvelles polices (il suffit de double-cliquer dessus) ; installation automatisée des formats manquants lors de l'ouverture d'une archive dans File Roller ; la barre d'adresse et la barre d'outils d'Epiphany fusionnent. Le travail de nettoyage des dépendances obsolètes en vue de GNOME 3 se poursuit. Mise à jour vers GTK+ 2.20. |
| 2.32                  | septembre 2010    | Prise en charge des périphériques DLNA/UPnP AV par l'ajout de Rygel, prise en charge des profils colorimétriques via Gnome Color Manager, support de SyncTeX par Evince, nombreuses améliorations concernant la messagerie instantanée Empathy (dont la gestion des méta-contacts), Nautilus affiche la date de suppression et l'emplacement d'origine des fichiers dans la corbeille et Totem désentrelace dorénavant automatiquement les vidéos entrelacées. Une bonne part de l'effort de développement a toutefois été reporté sur la préparation de la version 3.0. |
| 3                     | avril 2011        | GNOME 3.0 marque une rupture avec la série 2.xx. Côté architecture, GNOME 3.0 est basé sur le code toiletté de GTK+ 3.0 (et dorénavant aussi sur Clutter, version 1.6) ; le gestionnaire de fenêtres Metacity cède la place à Mutter et dconf remplace GConf comme système de configuration. Côté applicatif, le bureau est profondément remanié avec l'intégration de GNOME Shell (qui fait office à la fois de tableau de bord, de zone de notification et de sélecteur de fenêtres), un centre de contrôle fait son apparition pour les réglages du système et l'apparence de Nautilus est grandement revue. Citons également en vrac : Epiphany gagne un gestionnaire de téléchargement non‐intrusif et sa barre d’état devient flottante, Evince gagne un système de marque-pages, Gedit permet dorénavant d'afficher simultanément plusieurs onglets. Esthétiquement parlant, GNOME 3.0 propose la nouvelle police Cantarell, un nouveau thème (Adwaita, qui signifie « l'unique » en sanskrit) et un jeu d'icônes symboliques (icônes monochromes – ou quasiment – pour le tableau de bord, les notifications, les champs textes, les listes et les informations affichées en surimpression). |
| 3.2                   | septembre 2011    | GNOME 3.2 peaufine la version 3.0, à commencer par l’accessibilité qui est améliorée, mais aussi en tenant compte sur de nombreux détails des retours des utilisateurs sur la version précédente. Documents est une nouvelle application (reposant sur Tracker) qui permet de trouver, visualiser et organiser ses documents de façon simple et rapide, sans avoir à lancer le gestionnaire de fichiers complet Nautilus. Lequel Nautilus gagne un mode aperçu (en appuyant sur la barre d'espace). Le sélecteur de fichiers affiche dorénavant une liste de fichiers/répertoires récemment ouverts. GNOME Contacts et GNOME Color Manager sont aussi intégrés. Epiphany se dote d'un mode Application Web. GNOME gère dorénavant vos comptes en ligne (permettant par exemple l'accès transparent à vos documents en ligne), Amélioration des performances des jeux 3D plein écran. Mise à jour vers GTK+ 3.2 et Clutter 1.8. |
| 3.4                   | mars 2012         | Outre une meilleure intégration aux réseaux sociaux et la continuation du travail sur l'accessibilité, citons : la révision de l'interface des applications Documents et Contacts, apparus six mois plus tôt, mais aussi de Clés et mots de passe ; la première partie de la refonte complète de l'interface d'Epiphany (dorénavant nommé Web) ; la réécriture complète de Palimpsest, l'utilitaire de gestion des disques (dorénavant nommé Disques) ; l'apparition d'une interface de configuration des tablettes Wacom. Le concept d'un « menu de l'application » est introduit et mis en œuvre dans différentes applications (Documents, Web et Contacts, pour commencer) : logé dans la barre supérieure, il fournit une nouvelle zone pour les options de l'application, comme les préférences et la documentation. Le gestionnaire de fichiers Nautilus inclut désormais une fonctionnalité Annuler. GNOME Shell devient facilement personnalisable au moyen d'une interface Web proposant d'activer/désactiver une sélection d'extensions. Mise à jour vers GTK+ 3.4 (défilement doux, gestion du tactile) et Clutter 1.10. |
| 3.6                   | septembre 2012    | La vue d'ensemble Activités est allégée (la sélection du menu Application se fait désormais via une icône du lanceur), l'affichage des notifications est remanié (la barre de notification ne recouvre plus le bas du bureau mais pousse celui-ci vers le haut lorsqu'elle apparaît, et les icônes sont plus grandes), la liste des comptes en ligne pris en charge par GNOME Online Accounts s’allonge, la gestion des tablettes graphiques est perfectionnée, l'interface de Fichiers est revue en profondeur pour une meilleure expérience utilisateur (on notera également que la recherche s'appuie sur Tracker) et le code a été considérablement nettoyé au passage, celle de Baobab a aussi été revue, l'amélioration de la prise en charge de l'accessibilité de GNOME 3 la place désormais à un niveau au moins équivalent à celle qu'offrait GNOME 2. Machines, un gestionnaire de machines virtuelles, est intégré, de même qu'un Visionneur de fontes et Horloges, une application gérant les fuseaux horaires. En coulisses on note le passage à GLib 2.34, Clutter 1.12, GTK+ 3.6 (trois nouveaux widgets : GtkLevelBar, GtkSearchEntry et GtkMenuButton), Evolution est porté sur WebKitGTK+ pour l'affichage des messages, Zeitgeist fait ses premiers pas dans GNOME en intégrant la messagerie instantanée, iBus est utilisé par la gestion des claviers et de nombreuses applications ont migré de la version 0.10 à la version 1.0 de GStreamer, telles que Brasero, Cheese, Contacts, Control center, Shell, Sound Juicer, Sushi, Vala et Transmageddon. |
| 3.8                   | mars 2013         | Dans le menu Applications les catégories disparaissent au profit d'une vue regroupant les applications couramment utilisées, par ailleurs il est désormais possible de créer des groupes d'applications ; le mode recherche depuis la vue Activités a été réorganisé ; des nouveaux panneaux Notifications/Confidentialité/Recherche/Partage permettent de régler les paramètres relatifs à la vie privée ; un mode classique fait son apparition qui tente de recréer l'expérience utilisateur de GNOME 2 ; apparition d'un assistant de configuration initiale et de prise en main du système ; Web passe à WebKit 2 et adopte un nouveau mode de navigation privée. |
| 3.10                  | septembre 2013    | Les développeurs ont entamé la transition vers le nouveau serveur d'affichage Wayland qui nécessitera plusieurs cycles de développement avant d'être utilisable par défaut. Les composants systèmes sont regroupés dans une seule barre d'état (volume, microphone, luminosité, Wi-Fi ou encore la gestion de l'alimentation), les applications propres à GNOME disposent d'une nouvelle barre d'entête permettant un gain de place important. Enfin, plusieurs nouvelles applications font leur apparition telles que : Musique, Photos, Notes, Logiciels et Cartes. |
| 3.12                  | mars 2014         | Intégration de l'utilitaire de versionning « Git », systemd est utilisé à son tour pour les sessions utilisateurs, l'option d'accessibilité de GNOME Shell dispose de nouvelles couleurs, et enfin, l'application Vidéos fait son apparition (anciennement Totem) qui se munit d'une nouvelle interface utilisateur, tout comme Gedit qui fait peau neuve pour cette nouvelle version. Une refonte graphique partielle sur toutes les applications GNOME, l'accès au réseau depuis le coin supérieur droit, la prise en charge de comptes Pocket, Photos gère les photos Facebook en plus de celles de Flickr. En outre, les icônes ont été adaptées à la résolution HDPI, Web bénéficie d'une refonte graphique et de meilleures performances. Le champ de recherche propose les dernières commandes de terminal et les suggestions de Logiciels, qui quant à lui propose pour chaque logiciel un aperçu photographique, les notes des utilisateurs et l'accès aux sources de logiciels. |
| 3.14                  | septembre 2014    | La prise en charge de Wayland est améliorée et stabilisée. Un effort particulier a été fait sur le support du tactile multipoint, zoom, passage d'un bureau à un autre. La gestion des portails captifs Wi-Fi est implémentée. L'application Cartes a été retravaillée et permet de créer des itinéraires, l'application Météo utilise désormais la géolocalisation pour plus de précision. Photos gère maintenant l'accès aux comptes en ligne, Documents et Logiciels ont été améliorés, de nouvelles animations ont fait leur apparition, l'aide a été simplifiée et certains jeux ont bénéficié de l'intégration à GNOME 3. |
| 3.16                  | mars 2015         | Renouvellement du système de notifications, améliorations de Fichiers, des vues de l'activité. De nouvelles barres de défilement pour les fenêtres. Amélioration de Photos. Trois nouvelles applications : Agenda pour gérer les rendez-vous, Caractères pour la visualisation des caractères et des polices, Livres pour la visualisation des e-books. |
| 3.18                  | 23 septembre 2015 | Fichiers bénéficie de nombreuses améliorations fonctionnelles (notamment sa fonction de recherche), ergonomiques et d'un nettoyage de son code ; GNOME To Do, qui permet de gérer une liste de tâches, est disponible en aperçu technologique… |
| 3.20                  | 23 mars 2016      | La prise en charge de Wayland est quasiment complète ; Documents permet d'éditer rapidement des documents LibreOffice OpenDocument (en s'appuyant sur la bibliothèque logicielle LibreOfficeKit) ; la police Cantarell a été peaufinée ; la plupart des applications intègrent une vue des raccourcis clavier et des gestes sur pavé tactile disponibles ; Logiciels peut mettre à niveau le système d'exploitation lui-même et gère les applications bâties avec Flatpak (anciennement xdg-app (en)) ; Builder, justement, permet de créer des applications au format Flatpak ; Photos offre un mode d'édition non destructif (en s'appuyant sur le moteur de traitement d’image GEGL) ; la fonction recherche de Fichiers est encore améliorée ; les permissions d'exploiter la géolocalisation de l'utilisateur se règlent à présent finement (par application)… |
| 3.22                  | 21 septembre 2016 | Côté applications, Fichiers gagne un certain nombre de fonctionnalités comme le renommage de masse ou la décompression d’archives ; Photos autorise le partage en ligne ; Agenda ou encore Jeux progressent sensiblement en fonctionnalités. Côté coulisses, la prise en charge de Wayland est dorénavant considérée comme complète ; Flatpak de son côté mûrit également en intégrant la technologie des Portails[Quoi ?] tandis que Logiciels apprivoise un peu plus Flatpak ; Evolution fait évoluer son moteur de rendu de la version 1 de Webkit vers la version 2. |
| 3.24                  | mars 2017         | Ajout du mode nuit et d'une application de recettes de cuisine. Navigateur Web, zone de notification et centre de contrôle révisé. Améliorations de la prise en charge pour les tablettes Wacom. Améliorations du logiciel Photos et du client IRC. |
| 3.26                  | 13 septembre 2017 | GNOME Shell affiche maintenant des résultats plus détaillées et plusieurs effets visuels sont ajoutés lors de la manipulation des fenêtres. La présentation des paramètres est complètement remaniée avec un affichage sur deux volets pour faciliter la navigation. La partie affichage et Wi-Fi des paramètres a aussi été revu. Les Emoji en couleur sont maintenant pris en charge. Web permet de synchroniser vos signets, mots de passe et l'historique de votre navigateur grâce à Firefox Sync. Boxes permet le partage de dossiers entre une machine virtuelle et l'ordinateur hôte. L'interface de Simple Scan est totalement refaite. Disques permet maintenant de redimensionner des partitions. |
| 3.28                  | 14 mai 2018       | Ajout d'une option Favoris dans Fichiers. La police de l'interface Cantarell a reçu un lifting significatif. Le clavier visuel est maintenant beaucoup plus facile à utiliser, il apparait automatique si un champ de saisie est sélectionné. Les applications de gestion de planning ainsi que celles de média et divertissement ont toutes reçu diverses améliorations. Une nouvelle application fait son apparition Utilisation : elle est destinée à faciliter le diagnostic et la résolution des problèmes de performance et de capacité. La technologie de connexion Thunderbolt 3 est maintenant prise en charge et l'affichage du niveau de batterie des périphériques Bluetooth à faible énergie (LE) connectés est maintenant disponible dans les paramètres. |
| 3.30                  | 5 septembre 2018  | |
| 3.32                  | 13 mars 2019      | |
| 3.34                  | 12 septembre 2019 | |
| 3.36                  | 11 mars 2020      | |
| 3.38                  | 16 septembre 2020 | |
| 40                    | 24 mars 2021      | Nouveau gestionnaire de bureau |
| 41                    | 22 septembre 2021 | Amélioration de la logithèque |
| 42                    | 23 mars 2022      | Intégration de GTK 4 dans de nombreuses applications, nouveau thème sombre global et synchronisé avec l'arrière-plan, intégration et refonte de l'outil de capture d'écran dans GNOME Shell, modification des applications par défaut avec intégration de l'Éditeur de texte (à la place de Gedit) et de Console à la place de Terminal de GNOME, gains de performance, prise en charge du protocole RDP pour les bureaux à distance… |
| 43 (« Guadalajara »)  | 21 septembre 2022 | Amélioration de la logithèque et nouveau panneau de contrôle enrichi en fonctionnalités, portage d'applications supplémentaires vers GTK 4 dont l'application Fichiers qui reçoit de nombreuses améliorations esthétiques, ajout d'une section relative à la sécurité matérielle de l'appareil dans les paramètres, possibilité d'installer des applications web directement à partir du navigateur… |
| 44 (« Kuala Lumpur ») | 22 mars 2023      | Clarification et enrichissement des paramètres (notamment Sécurité de l'appareil, Son, Accessibilité, Clavier et souris et Wifi), introduction d'une vue en grille dans le sélectionneur de fichiers, ajout d'un indicateur d'applications en arrière-plan dans le panneau de contrôle, inclusion de nouvelles applications GNOME Circle… |
| 45 (« Rīga »)         | 20 septembre 2023 | Nouveau bouton indicateur d'Activités/espaces de travail, amélioration de la rapidité de la recherche sur le bureau, indicateur d'utilisation de la caméra, introduction d'un thème système clair expérimental, contrôle du rétro-éclairage du clavier, nouveaux raccourcis clavier pour le panneau de contrôle, introduction d'un nouveau Visionneur d'images et d'une nouvelle application de Caméra (à la place de Cheese), introduction d'un nouveau style de barre latérale, clarification des paramètres (Date et heure, Partage, À propos), option pour conserver/supprimer les données d'applications Flatpak directement depuis la logithèque, améliorations diverses au sein de l'écosystème applicatif… |
| 46 (« Kathmandu »)    | 20 mars 2024      | Fonction de recherche globale et améliorations diverses dans Fichiers, intégration de OneDrive dans les comptes en ligne, connexion à distance avec le protocole RDP, simplification de l'interface des paramètres, amélioration du lecteur d'écran Orca et de la structure d'accessibilité, refonte partielle des notifications, introduction expérimentale de la fréquence de rafraîchissement variable (VRR), diverses améliorations aux applications "centrales" et élargissement de la liste des applis « Cercle de GNOME » |
| 47 (« Denver »)       | 18 septembre 2024 | Introduction des couleurs d'accentuation pour personnaliser l'interface, amélioration de la prise en charge des écrans de petite taille, encodage matériel des captures d’écran, amélioration de la vitesse de rendu de GTK, nouveau design des fenêtres de dialogue, intégration plus profonde de Fichiers dans l'écosystème à travers les boîtes de dialogue d'ouverture et enregistrement de fichiers, intégration de nouvelles fonctionnalités dans les Paramètres, amélioration de la gestion et de l'intégration des comptes en ligne (WebDAV, IMAP/SMTP), refonte des signets de Web et ajout de rapports sur la vie privée en ligne ainsi que d’une fonction de remplissage automatique des formulaires, diverses améliorations et corrections de bogues dans les applis "centrales" et élargissement du « Cercle de GNOME » |
| 48 (« Bengalore »     | 19 mars 2025      | Les notifications d’une même application peuvent désormais s’empiler pour alléger l’interface, introduction du triple buffering pour augmenter la fréquence de rafraîchissement des images et leurs fluidité avec diverses améliorations du composant Mutter (le gestionnaire d’affichage de GNOME), prise en charge de l’affichage HDR, amélioration de la rapidité de l’indexation des fichiers et du chargement du contenu des dossiers, ajout de fonctionnalités d’édition au visionneur d’images et prise en charge des fichiers RAW, nouvelles polices d’interface remplaçant Cantarell, introduction de fonctionnalités de « bien-être numérique » inédites sur Linux (limitation du temps d’écran, rappel de pauses), possibilité de limiter la charge de la batterie pour allonger sa durée de vie, inclusion d’un nouveau lecteur audio (Decibels), modification de l’éditeur de texte avec un volet latéral, prise en charge des raccourcis clavier globaux, centrage des fenêtres d’applications par défaut, améliorations diverses en matière d’accessibilité des applis et changements d’interfaces. |

### Captures d’écran de l’évolution de GNOME

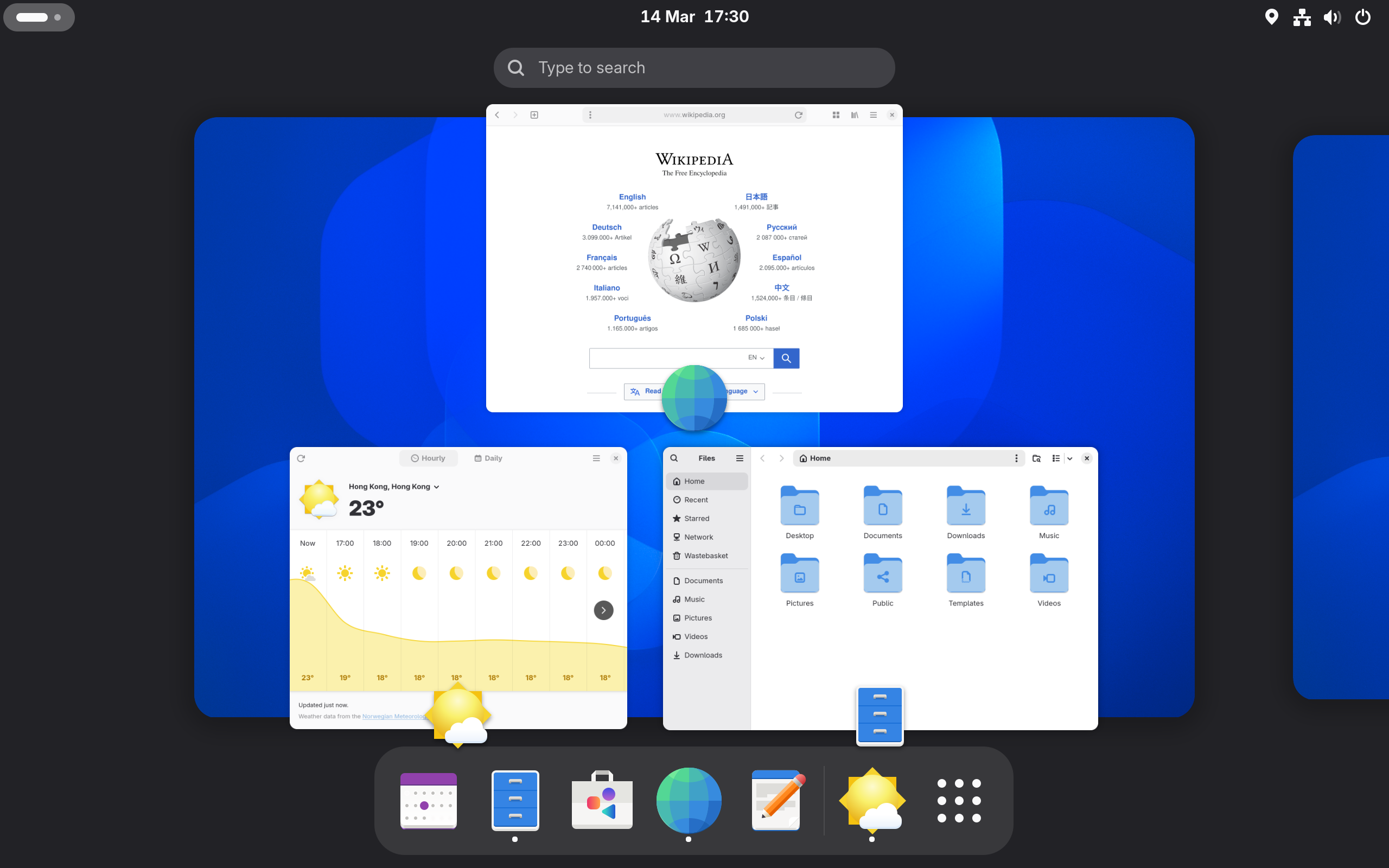
GNOME 45
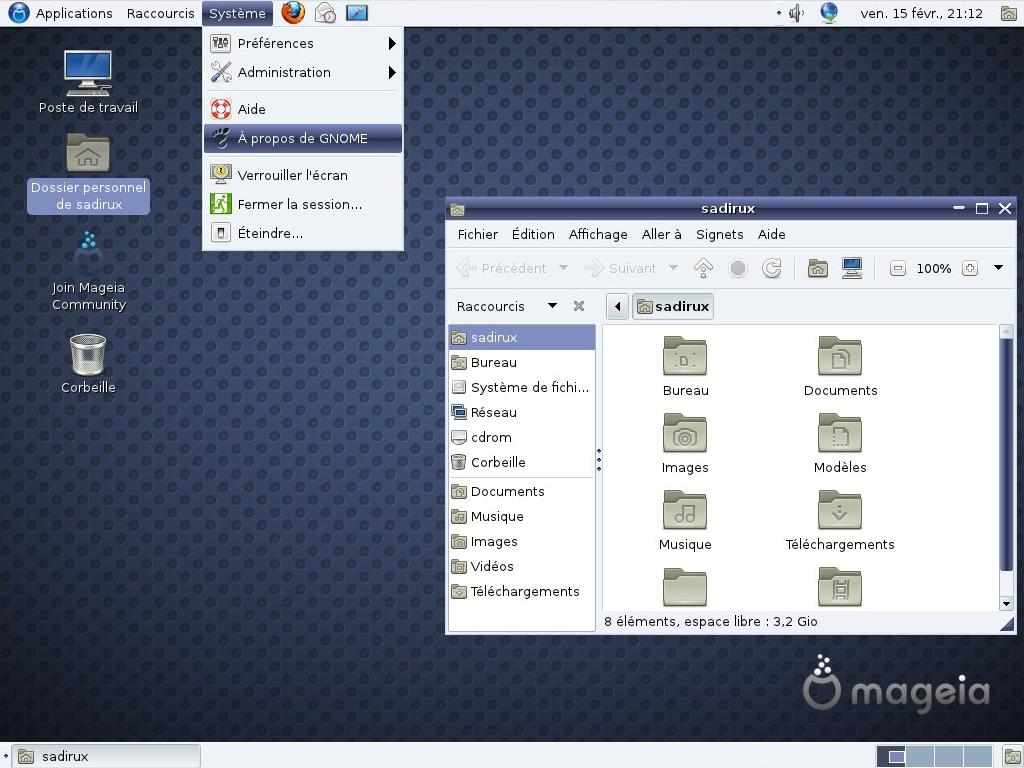
GNOME 2.32
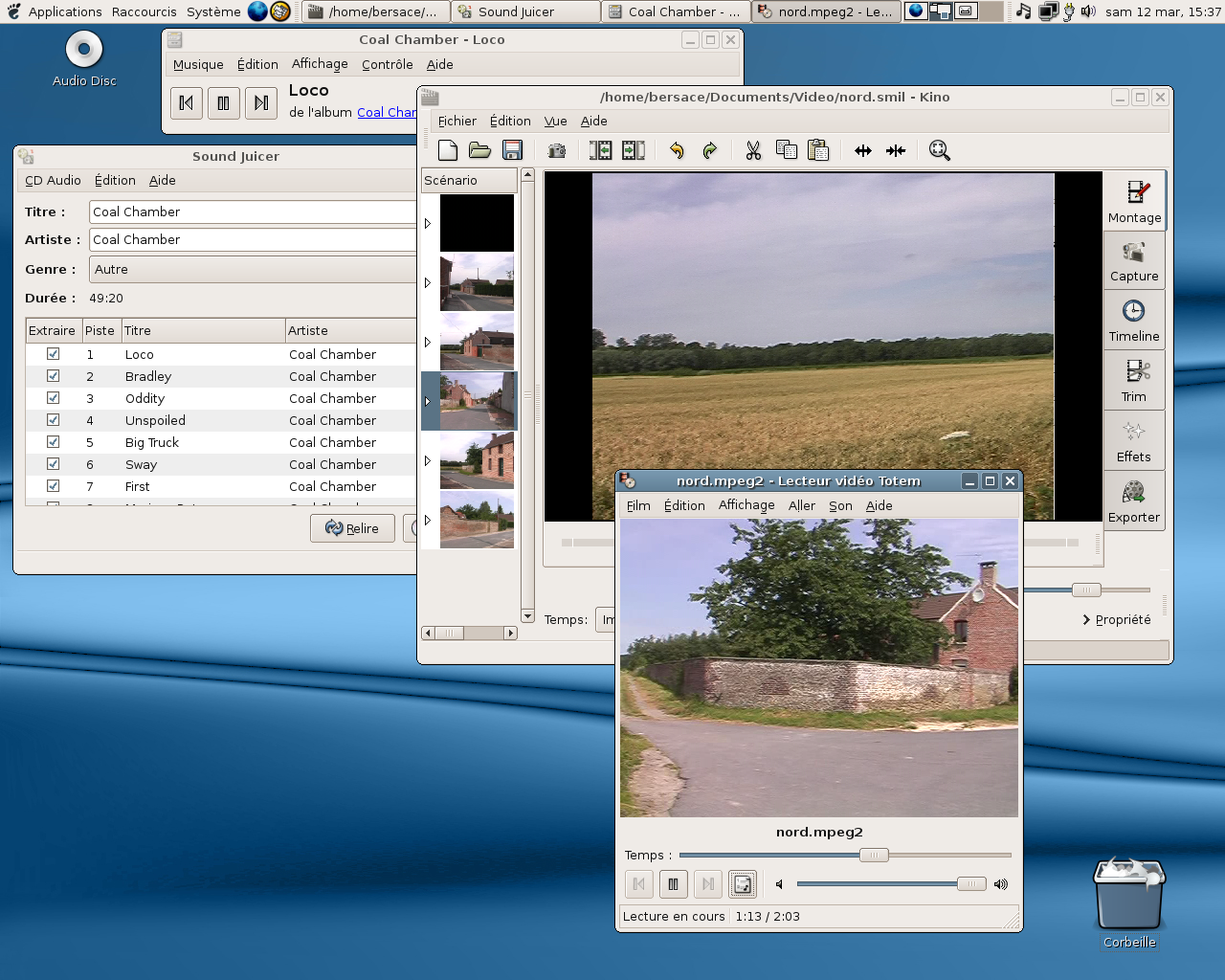
GNOME 2.10
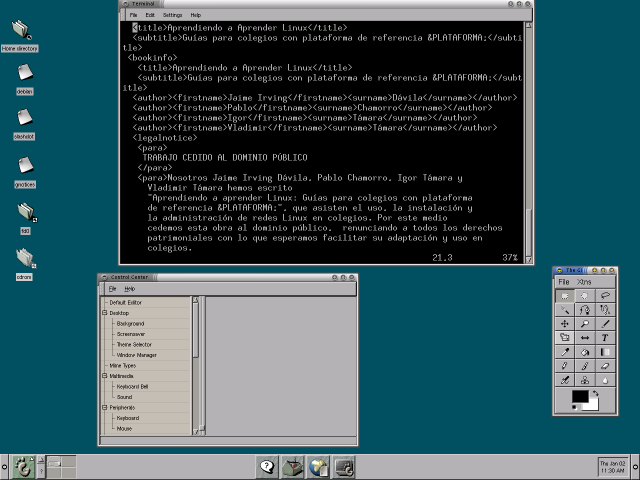
GNOME 1

## La série 3.x, novatrice en termes d'expérience utilisateur, crée des dissensions
Remis en cause depuis le passage à la version 3, le projet GNOME manquerait, selon certains, de développeurs, dont une grande partie sont des employés de la société Red Hat. D'autres, statistiques relatives aux briques technologiques centrales du projet à l'appui, mettent en avant la stabilité du nombre de contributeurs et la relative diversité de ceux-ci,.

### MATE et Cinnamon: fork et customisation
Le mécontentement suscité par les suppressions à répétition de fonctionnalités et par l’ergonomie de GNOME 3 a conduit à deux initiatives :
- un fork de GNOME 2, MATE, reprenant l'ergonomie de GNOME 2.x. (métaphore du bureau) et basé, tout du moins initialement, sur l'infrastructure de GNOME 2.32,
- une personnalisation de l'interface de GNOME 3 visant à la faire ressembler à celle de GNOME 2.x, proposée par le projet Linux Mint sous le nom de Mint Gnome Shell Extensions (MGSE), qui laissera finalement sa place à Cinnamon.

À noter que GNOME 3.8 (2013) introduit un mode classique censé recréer l'expérience utilisateur de GNOME 2, mais en utilisant les technologies de GNOME 3.
Il existe d'autres projets reposant sur GNOME 3 : ainsi Tizen OS reposera sur GNOME 3 avec Tizen Shell étant une extension de GNOME Shell ou encore Pantheon porté par la distribution Elementary OS.

### Le cas d'Ubuntu
Canonical a développé pendant un certain temps sa propre interface graphique pour Ubuntu : Unity, expliquant rechercher la convergence entre les appareils à écran tactile et ceux utilisant des souris et autres pointeurs classiques. Mais le 5 avril 2017, Mark Shuttleworth annonce l'abandon d'Unity et le retour par défaut du bureau GNOME dans Ubuntu 17.10. Cette annonce serait due à un recentrage de Canonical sur le Cloud et l'IoT.

## Intrication relative de Systemd
À partir de la version 3.12 de GNOME, le système d’initialisation Systemd (en particulier son composant logind) commence à être intriqué dans l'environnement de bureau. Systemd étant spécifique au noyau Linux, cela ne va pas sans poser des difficultés aux distributions reposant sur d'autres noyaux (comme ceux de type BSD par exemple) et plus généralement sur d'autres systèmes d’initialisation.
Aussi, plutôt que de créer une dépendance à Systemd dans son ensemble, les développeurs de GNOME ont proposé de créer une API minimale n'exposant que les seules fonctionnalités de Systemd utilisées par l'environnement de bureau. Les distributions n'utilisant pas Systemd n'auront alors à porter « que » ces seuls éléments nécessaires de Systemd. Les initiatives LoginKit, systemd-shim et systembsd participent de cet effort.

## Mascottes

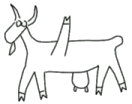
Un GEGL.

GNOME a deux mascottes, qui peuvent être vues dans plusieurs easter eggs : Wanda le poisson, qui se trouve également dans un applet humoristique pour le tableau de bord, et dont le nom vient peut-être du film Un poisson nommé Wanda, et GEGL, une chèvre à cinq pattes (Genetically Engineered Goat, Large, ce qui peut être traduit par grosse chèvre génétiquement modifiée), qui a donné son nom à la bibliothèque GEGL.
La fenêtre À propos de GNOME contient, dans la liste des contributeurs, Le mystérieux GEGL, Le grincement d'élastique GNOME et Wanda le poisson GNOME.

## Easter eggs
GNOME contient plusieurs easter eggs.

### GNOME Shell
Dans la boite de recherche, saisir « free the fish ».

### Paramètres système
Il faut réussir à faire non pas un double-clic dans l'interface de test du clic souris, mais un quintuple-clic (donc cliquer très rapidement) pour faire apparaître la chèvre GEGL.

### GDM
Dans GDM, uniquement avec certains thèmes, comme le thème par défaut, il existe trois easter eggs différents, qui consistent à taper Start Dancing puis Stop Dancing, Gimme Random Cursor ou Require Quarter dans le champ du nom d'utilisateur.